# برنامج الروبوتات التوطيئية لاستكشاف القمر

حفرة تايكو. تم تصوير المنظر بواسطة مركبة الاستطلاع المدارية القمرية.

برنامج الروبوتات التوطيئية لاستكشاف القمر أو برنامج الروبوتات التحضيرية لاستكشاف القمر أو برنامج التمهيد للبعثات القمرية (بالإنجليزية: Lunar Precursor Robotic Program)، برنامج تابع لوكالة ناسا يستخدم المركبات الفضائية الروبوتية للتحضير لمهمات رحلات الفضاء البشرية المستقبلية إلى القمر بحلول عام 2020. سيجمع البرنامج بيانات مهمة مثل الإشعاع القمري، والتصوير السطحي، ومجالات الاهتمام العلمي، ودرجة الحرارة وظروف الإضاءة، وتحديد الموارد المحتملة. تم إطلاق بعثتين من البرنامج، وهما المركبة المدارية للاستطلاع القمري (LRO) والقمر الصناعي لرصد واستشعار فوهة القمر (إلكروس)، في يونيو 2009. كان الإقلاع فوق محطة كيب كانافيرال للقوات الجوية في فلوريدا ناجحًا في 18 يونيو 2009. أطلق صاروخ أطلس 5 غير المأهول مجسين فضائيين باتجاه القمر، حيث سيوفران خريطة ثلاثية الأبعاد ويبحثان عن المياه بالتزامن مع تلسكوب هابل الفضائي .